# Веллула (Вашингтон)
Веллула (англ. Wallula) — переписна місцевість (CDP) в США, в окрузі Валла-Валла штату Вашингтон. Населення — 140 осіб (2020).

## Географія
Веллула розташована за координатами 46°5′5″ пн. ш. 118°54′20″ зх. д. / 46.08472° пн. ш. 118.90556° зх. д. (46.084700, -118.905593).  За даними Бюро перепису населення США в 2010 році переписна місцевість мала площу 0,27 км², уся площа — суходіл.

## Демографія
Згідно з переписом 2010 року, у переписній місцевості мешкало 179 осіб у 56 домогосподарствах у складі 43 родин. Густота населення становила 660 осіб/км².  Було 60 помешкань (221/км²).
Расовий склад населення:
| - 92,2 % — білих - 7,8 % — осіб інших рас |

До двох чи більше рас належало 0,0 %. Частка іспаномовних становила 25,1 % від усіх жителів.
За віковим діапазоном населення розподілялося таким чином: 29,1 % — особи молодші 18 років, 54,7 % — особи у віці 18—64 років, 16,2 % — особи у віці 65 років та старші. Медіана віку мешканця становила 37,5 року. На 100 осіб жіночої статі у переписній місцевості припадало 103,4 чоловіків;  на 100 жінок у віці від 18 років та старших — 108,2 чоловіків також старших 18 років.
За межею бідності перебувало 93,4 % осіб, у тому числі 100,0 % дітей у віці до 18 років та 0,0 % осіб у віці 65 років та старших.
Цивільне працевлаштоване населення становило 52 особи. Основні галузі зайнятості: сільське господарство, лісництво, риболовля — 67,3 %, освіта, охорона здоров'я та соціальна допомога — 32,7 %.